# Gran Turismo (Computerspielreihe)
Gran Turismo (Untertitel: The Real Driving Simulator, englisch für ‚Der echte Fahr-Simulator‘) ist eine Videospiel-Reihe, die exklusiv vom japanischen Elektronikkonzern Sony für die PlayStation, PlayStation 2, PlayStation 3, PlayStation 4 und für die PlayStation Portable (PSP) sowie seit dem Jahr 2022 für die PlayStation 5 erhältlich ist.
Die Spielereihe wird von Polyphony Digital entwickelt und von Sony Interactive Entertainment veröffentlicht. Gran Turismo (GT) zählt je nach Spielmodus zu verschiedenen Computerspielgenres. Im Arcade-Modus gehört es zur Gattung der Rennspiele, im professionellen GT-Modus ist es eine Rennsimulation.
Die Serie umfasst bislang acht Titel. Der jüngste Serienteil, Gran Turismo 7, erschien am 4. März 2022. Im April 2018 hat die gesamte Reihe die Marke von 80 Millionen weltweit verkauften Exemplaren überschritten. Vom Titel Gran Turismo 5: Prologue von 2008 wurden in der ersten Woche 374.607 Einheiten in Europa verkauft. Die Rennsimulation bildet unter anderem die Basis für die GT Academy, ein Casting- und Förderprogramm vom japanischen Automobilhersteller Nissan zusammen mit Sony, zur alternativen Nachwuchsgewinnung von talentierten Fahrern über den E-Sport.

## Spielprinzip

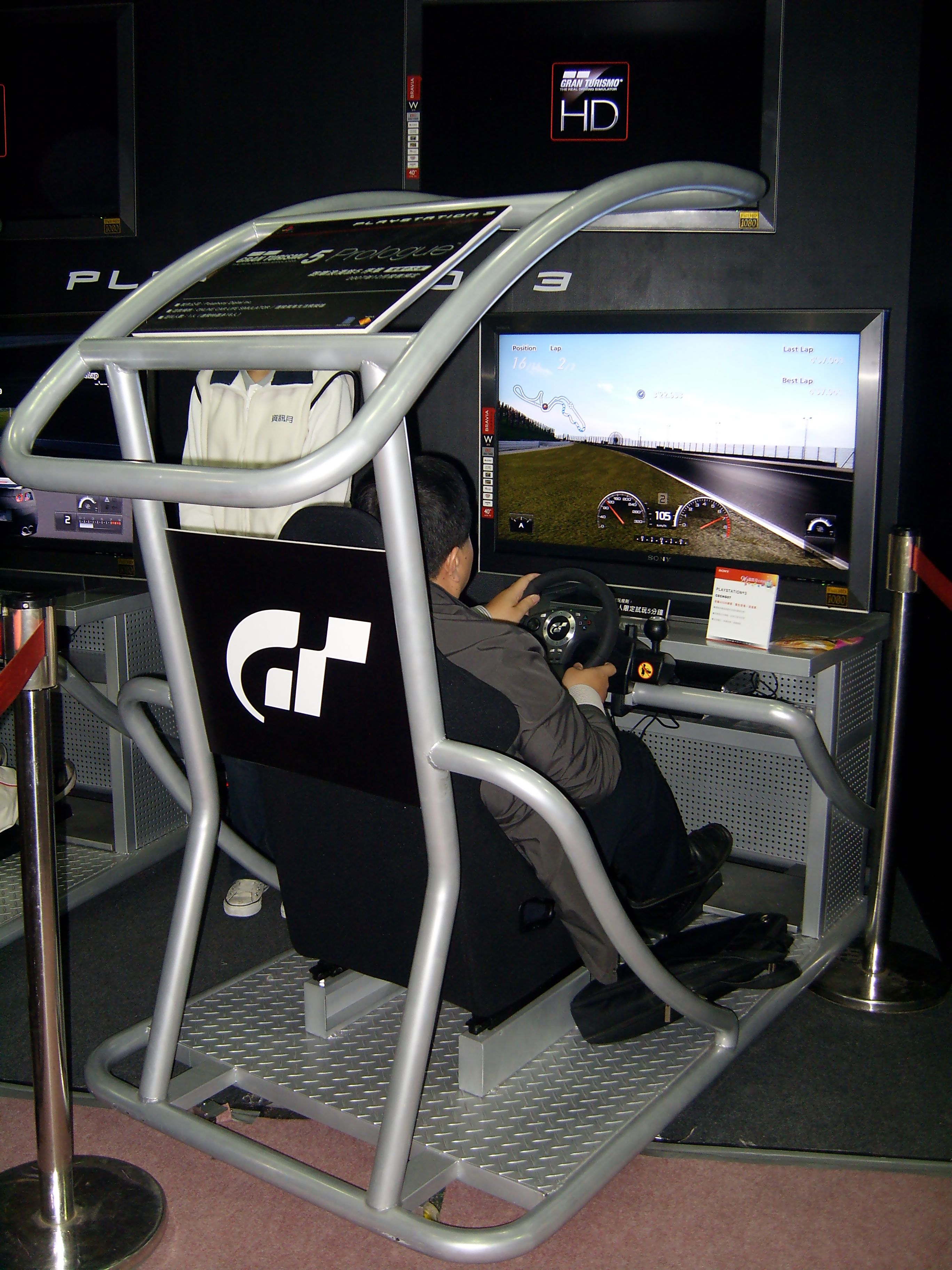
Gran Turismo 5: Prologue für die Playstation 3

In allen Versionen der Gran-Turismo-Serie beginnt der Spieler seine Spielkarriere mit einem Anfangskapital. Von diesem muss er zunächst einen Wagen erwerben, um damit an ersten kleinen Rennserien gegen andere Fahrer teilnehmen zu können und somit seinen Kontostand aufzubessern. Von diesem Kapital kann der Spieler nun seinen Wagen modifizieren, um seine Leistung und sein Fahrzeugverhalten zu verbessern, um gegen die stärker werdenden Gegner bestehen zu können. Alternativ besteht auch die Möglichkeit, die kleinen Rennserien zu wiederholen und so beispielsweise für einen neuen Wagen zu sparen.
Um im weiteren Spielverlauf an neuen Rennserien teilnehmen zu können, werden verschiedene Lizenzen benötigt. Angefangen bei der nationalen B-Lizenz, über national A, international C (neu hinzugekommen in Gran Turismo 5), international B, international A bis hin zur Spezial-Lizenz kann der Fahrer durch Bestehen verschiedener Lizenzprüfungen nach und nach sein Können verbessern. Bei Absolvierung aller Lizenzprüfungen mit mindestens der Bronzemedaille gewinnt der Fahrer einen Wagen. Der Schwierigkeitsgrad der Rennen steigt mit fortlaufendem Spielverlauf ebenso wie die Preisgelder, wodurch der Spieler gezwungen wird, die Wagen in seinem Besitz zu tunen oder neue Wagen zu kaufen. Die eigenen Wagen kann der Spieler verkaufen, um Geld für neue Fahrzeuge zu erhalten.
Das Spielprinzip des Teils Gran Turismo 5: Prologue ist ähnlich dem des vierten Teils, allerdings gibt es vorgegebene Missionen, die teilweise die alten Rennserien mit einbeziehen.
Komplett neu sind die neuen Mehrspieler-Missionen, die sich wöchentlich ändern. Dabei starten alle Teilnehmer in angepassten Fahrzeugen auf einer Strecke und es gibt Geldpreise (Credits).
Mit Gran Turismo Sport wird die Reihe erstmals eine Unterstützung der Virtual Reality bieten, in der jeder Aspekt des Spieles genutzt werden kann. Die Funktion soll ab der Veröffentlichung zur Verfügung stehen.

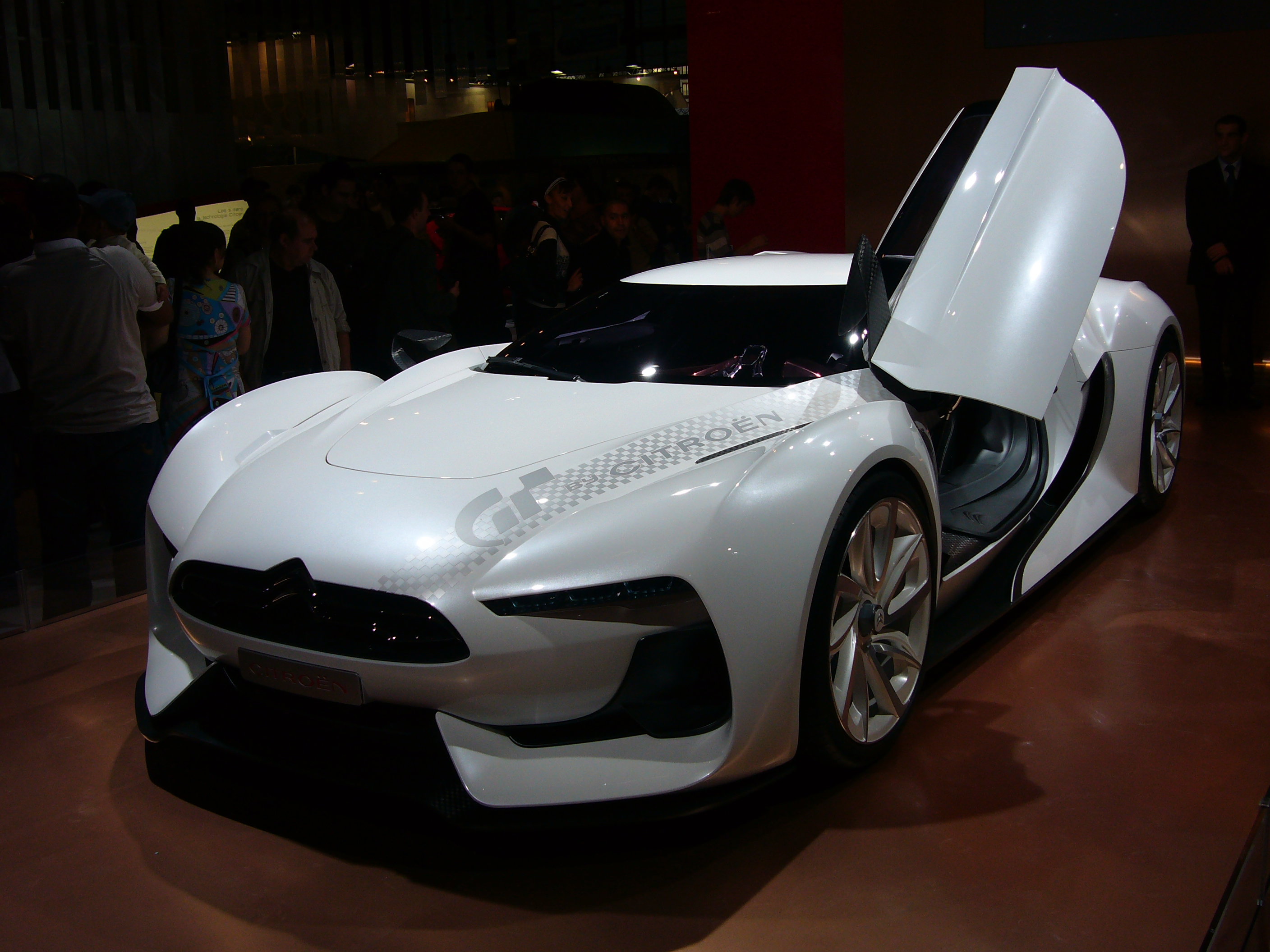
GT by Citroën

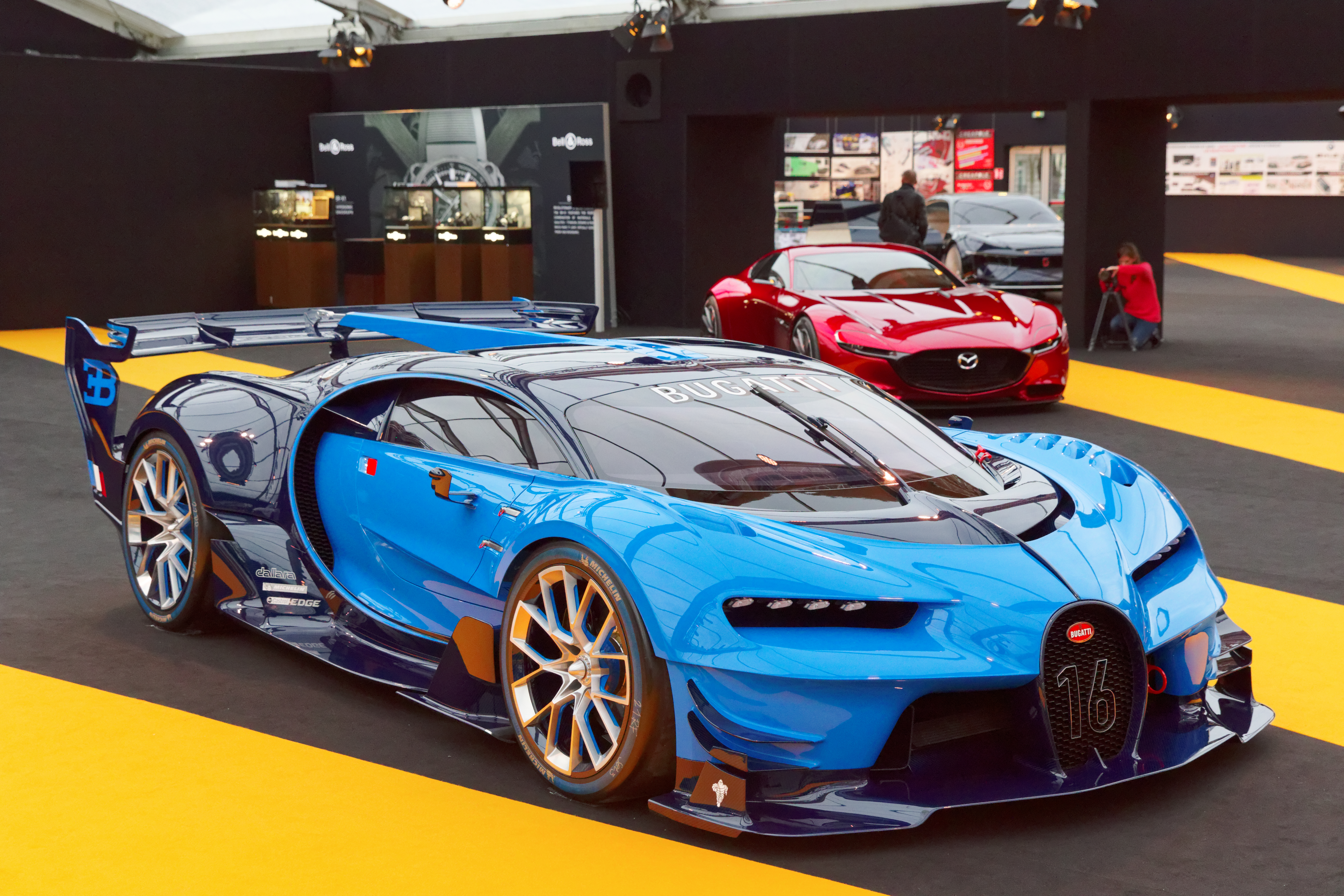
Bugatti Vision Gran Turismo

## Fahrzeuge
In der aktuellen Version (GT 7) stehen dem Spieler mehr als 450 Fahrzeuge zur Verfügung. Das Alleinstellungsmerkmal der Serie gegenüber anderen Vertretern dieses Genres ist das große Angebot an verschiedenen Automodellen von real existierenden Herstellern. In Gran Turismo 4 aus dem Jahr 2004 stehen dem Spieler über 700 Autos, als Neu- und Gebrauchtwagen, von Marken wie Nissan, VW, Toyota, Audi, BMW und Mercedes-Benz zur Verfügung.
Es ist jedoch anzumerken, dass die große Anzahl an Autos teilweise durch Variationen oder unterschiedliche Baujahre derselben Fahrzeuge zustande kommt, so ist der Honda NSX inklusive Type-R und Type-S insgesamt 13 Mal vorhanden, wenn auch aus verschiedenen Baujahren. Auch der Nissan Skyline GT-R mit seinen zahlreichen Varianten und Baujahren (R32, R33, R34) ist insgesamt 29 Mal vertreten, Tuning- und Rennversionen nicht mitgezählt. Trotzdem ist die Wagenvielfalt um ein Vielfaches höher als bei den meisten anderen Rennspielen, da auch Kleinwagen wie Daihatsu Move, Suzuki Alto oder VW Lupo vorhanden sind, die bei den meisten anderen Rennspielen nicht berücksichtigt werden. Das schnellste Auto ist bei GT 2 & 3 jeweils der Suzuki Escudo Pikes Peak. Bei GT4 ist es der Minolta Toyota 88C-V. Bei GT 5 ist es der Prototyp Red Bull X1. Ab GT 6 ist es der Dodge SRT Tomahawk X VGT.
In Gran Turismo 5 können Spieler erstmals auch an Kart- und NASCAR-Rennen teilnehmen.

### Tuning
Bis auf wenige Ausnahmen können alle Fahrzeuge in Gran Turismo modifiziert werden. Dazu ist den werkseigenen Tuningunternehmen bei den Herstellern ein Tuning-Bereich (z. B. Nismo bei Nissan) eingerichtet worden. Dort bekommt man für jeweils vergleichbare Summen die besten Motoren-, Getriebe-, Bremsen- und Fahrwerks-Upgrades, die für Geld zu haben sind. Bei voll getunten Fahrzeugen steigen auch die Einsatzmöglichkeiten bei schwereren Rennserien, so dass insgesamt weniger Fahrzeuge gebraucht werden. Zusätzlich kann man bei den Tuningunternehmen und in der Tuning-Abteilung einiger japanischer Hersteller bereits vormodifizierte Sportwagen kaufen, die mit diversen Tuningteilen vor-ausgestattet sind. Bei Gran Turismo Prologue 5 ist das Tunen der Fahrzeuge mittels Schnelltuning vor dem Rennen möglich. Andere Tuningartikel wie andere Getriebe usw. können in diesem Teil aber ebenfalls erworben werden. Ausnahme sind bereits getunte Fahrzeuge, die von einigen Herstellern erstanden werden können.

### Schadensmodell
Im Gegensatz zu anderen Rennspielen wurde in der Spielereihe lange Zeit kein Schadensmodell für die virtuellen Fahrzeuge verwendet. Viele Hersteller hatten eine Darstellung ihrer beschädigten Autos strikt abgelehnt und dies als Bedingung für die Lizenzvergabe gemacht. Kazunori Yamauchi, Chefentwickler der GT-Reihe, sagte in mehreren Interviews bezüglich Gran Turismo 4, dass die Rechenleistung der PlayStation 2 nicht ausreichend sei, um Kollisionsschäden so realistisch darzustellen, wie es das Entwicklerteam erwarte. Da man aber keine unecht wirkenden Features in der Reihe wolle, habe man deshalb auf die Darstellung äußerer Kollisionsschäden verzichtet. Nur der zweite Teil der GT-Reihe enthält Rennmodi, in denen die Reifen des Spielerfahrzeugs bei Kollisionen mit der Fahrbahnbegrenzung oder gegnerischen Autos in Mitleidenschaft gezogen werden. Auch Gran Turismo 5: Prologue enthält kein Schadensmodell, jedoch ist in der Vollversion Gran Turismo 5 ein Schadensmodell enthalten, was von Kazunori Yamauchi offiziell in einem Interview bestätigt wurde.
Auf der E3 2009 wurde am 2. Juni ein Trailer präsentiert, der einen Einblick in das Schadensmodell gewährt. Dieser enthält eine kurze Szene, wo man den Schaden eines Wagens deutlich erkennen kann, als dieser ins Schleudern gerät und dabei mit der Front eine Wand erfasst.
Auf der Gamescom in Köln Mitte August 2009 konnten die Messebesucher erstmals eine Demoversion des Spiels anspielen, in der eine nicht finale Version des Schadensmodells enthalten war.
Die Vollversion von Gran Turismo 5 enthält als erster Gran-Turismo-Teil ein Schadensmodell, das von seiner Qualität jedoch deutlich hinter denen der Konkurrenten Forza Motorsport 4 oder Race Driver: GRID zurückbleibt.

## Rennstrecken
Es gibt einige wirklich existierende Strecken, wie Le Mans, Laguna Seca, Suzuka, Motegi, Fuji und die Nürburgring-Nordschleife. Sony zählt auch minimale Variationen bei einer Strecke gleich als neuen Kurs. GT4 bot 40 unterschiedliche Strecken, einige davon in mehreren Variationen (Layouts). Der Realismusanspruch des Entwicklerteams ging dabei so weit, dass fast alle Fahrzeuge im Original gefahren und die dabei entstandene Geräuschkulisse für das jeweilige Modell in das Spiel mit übernommen wurde. Bei der Streckenführung der Nordschleife soll es keine Abweichung von mehr als fünf Zentimetern in alle Richtungen gegenüber der Originalstrecke geben. Selbst die Rundenzeiten von professionellen Rennfahrern weichen im Spiel denen, die sie in der Realität fahren, um nicht mehr als ein Prozent ab.
Weiterhin gibt es (seit GT2) auch Rallye-Strecken mit losem Untergrund, seit GT4 auch schnee- und eisbedeckte Strecken. Die Rennstrecken sind in der Regel auch in umgekehrter Richtung befahrbar, was einer Verdoppelung der verschiedenen Layouts gleichkommt. Aktuell (GT 6) können an 40 Orten 107 verschiedene Layouts gefahren werden.

## Fahrphysik
Die Entwickler haben bereits beim 1997 erschienenen ersten Teil der Reihe einfache Steuerbarkeit mit realistischer Fahrphysik vereint. Zwar bleibt das Fahrzeug auch in eigentlich ausweglosen Situationen zumindest teilweise beherrschbar und Fahrfehler haben selten katastrophale Auswirkungen, aber die Fahrdynamik ist aufgrund der realistischen Elemente trotzdem in der Lage, den Eindruck eines echten Rennens mit leistungsstarken Fahrzeugen zu vermitteln. Insbesondere die verschiedenen Eigenschaften sowie die Vor- und Nachteile von front-, heck- und allradgetriebenen Fahrzeugen werden dargestellt. Andere technische Aspekte, die keinen so unmittelbaren Einfluss auf die Fahrdynamik haben, wie etwa die Leistungssteigerung durch Turbolader sind dagegen vereinfacht worden. So wird der nachlassende Grip von Reifen berücksichtigt, jedoch nicht der Verschleiß an den Bremsbelägen oder alternde Dämpfer.
Für Gran Turismo 4 wurde die Fahrphysik erstmals innerhalb der GT-Serie grundlegend überarbeitet.

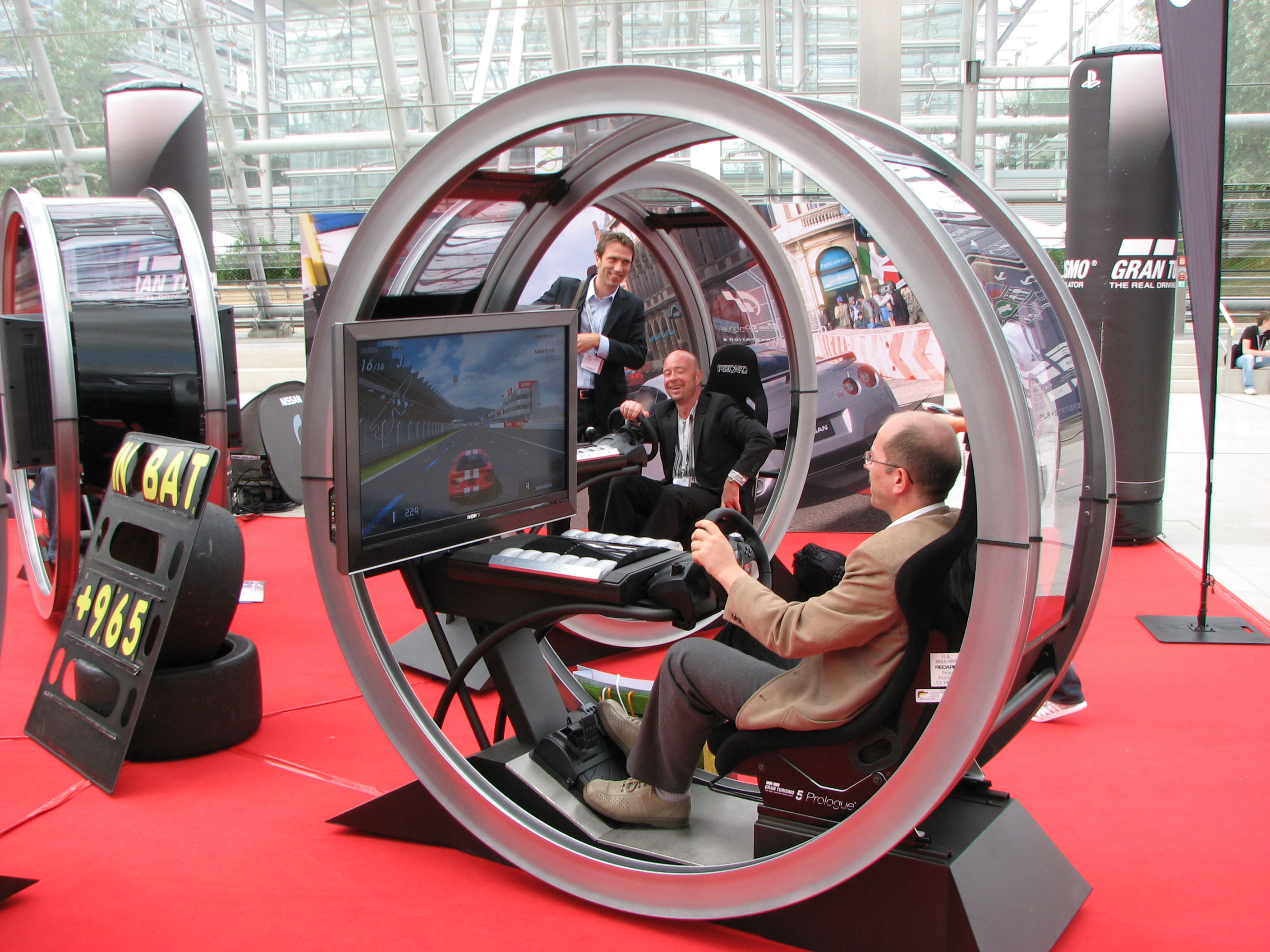
Gran Turismo 5 Booth auf der Games Convention 2008

## Grafik
GT 1 und GT 2 sind grafisch gleichwertig und bieten eine Auflösung mit 240 Zeilen. Angesichts der Möglichkeiten der Playstation wird weder Kantenglättung noch Texturfilterung geboten. Die Grafik erhielt dennoch gute Kritiken, weil die Animation in fast allen Situationen sehr flüssig bleibt, und damals bezüglich des Realismus neue Maßstäbe setzte. Des Weiteren konnten die Automodelle durch den damals ungewöhnlichen Einsatz von Spiegelungseffekten wie Environment Mapping beeindrucken.
GT 3 und insbesondere GT 4 machen von der Playstation-2-Hardware Gebrauch und bieten gefilterte Texturen. Durch den Foto-Modus (seit GT 4) gelangten jedoch Beispielbilder in die Medien, welche nicht den tatsächlichen Ingame-Eindruck wiedergeben. Die PAL-Version nutzt im Spiel eine Bildauflösung von 512 × 512 (im 3:2-Format), der Foto-Modus hat eine Auflösung von bis zu 1280 × 960 und erzeugt Bilder mit Motion Blur und Supersampling-Antialiasing, worauf man im tatsächlichen Spiel verzichten muss.
Die NTSC-Version von GT 4 bietet einen 480p-Modus und einen 1080i-Modus für HDTV-Besitzer.
GT 5 Prologue bietet eine grundlegend überarbeitete Grafik, ausgegeben werden kann das Bild in 576i, 720p und auch hochgerechnetem 1080i/p. Die Vollversion des Spiels bietet ebenfalls die Option das Spiel mittels 3D-Fernseher in 3D wiederzugeben.

## Controller
Bereits das erste Gran Turismo machte wahlweise vom analogen Controller Gebrauch. Für GT 4 wurde von Logitech das Driving Force Pro entwickelt. Der 900°-Modus, 450° Einschlagwinkel in beide Richtungen, wird nicht von allen PC-Spielen genutzt. Gran Turismo war eines der ersten Spiele, das die Vibrationsfunktion des DualShock-Controllers unterstützte. Der Controller wurde zeitgleich mit dem Spiel ausgeliefert.

## PSP-Version
Die PSP-Version ist stark eingeschränkt. So sind keine Tuningkits enthalten, kein Karriere-Modus und auch keine programmierten Rennserien. Die erwerbbaren Fahrzeuge können nur aus den „Autohäusern des Tages“ gekauft werden. Bei der PSP-Version kann man alle Rennstrecken sofort fahren, ein Freischalten ist nicht notwendig.
Um zusätzliches Geld zu verdienen, müssen „Fahrerprüfungen“ bestanden werden oder bei den unterschiedlichen Rennen, welche man selbst erstellt, unter den ersten Plätzen landen.

## Spiele
- Gran Turismo (Japan: Dezember 1997, USA & Europa: 18. Mai 1998, PlayStation)
- Gran Turismo 2 (1999, PSOne)
- Gran Turismo 2 Platinum (2000, PSOne)
- Gran Turismo 3: A-Spec (2001, PlayStation 2, während der Entwicklung Gran Turismo 2000 genannt)
- Gran Turismo 3: A-Spec Platinum (2001, PS2)
- Gran Turismo Concept 2001 Tokyo (2001, PS2)
- Gran Turismo Concept 2002 Tokyo-Geneva (2002, PS2)
- Gran Turismo Concept 2002 Tokyo-Geneva Platinum (2003, PS2)
- Gran Turismo Concept 2002 Tokyo-Seoul (2002, PS2)
- Gran Turismo 4: Prologue (2004, PS2)
- Gran Turismo 4: Prius Edition (2004, PS2)
- Gran Turismo 4: BMW 1 Series Virtual Drive Dealership (2004, PS2)
- Gran Turismo 4 (2004, PS2)
- Gran Turismo 4: Platinum (2005/2006, PS2)
- Gran Turismo 4 Online Test Version (2006, Japan, USA, PS2)
- Gran Turismo HD Concept (November 2006, Europa: März 2007): Zehn Autos, je eine getunte Variante, eine Strecke (Eiger-Nordwand) in zwei Richtungen, kostenloser Download für PS3 im PlaystationStore.
- Gran Turismo 5: Prologue: Spec-I (Japan: Seit 13. Dezember 2007 im japanischen PlaystationStore zum Download und auf Blu-ray Disc verfügbar. PS3)
- Gran Turismo 5: Prologue: Spec-II (USA und Europa: 26. März 2008, PS3)[8]
- Gran Turismo 5: Prologue Platinum (Januar 2009, PS3)
- Gran Turismo (Oktober 2009, PSP)
- Gran Turismo Collector’s Edition (Oktober 2009, PSP)
- Gran Turismo 5 (24. November 2010, PS3)
- Gran Turismo 5 Collector’s Edition (24. November 2010, PS3)
- Gran Turismo 5 Signature-Edition (24. November 2010, PS3)
- Gran Turismo 5 Platinum (14. Oktober 2011, PS3)
- Gran Turismo 5 XL Edition (USA: 17. Januar 2012, PS3)
- Gran Turismo 5 Academy Edition (26. September 2012, PS3)
- Gran Turismo 5 2013 Edition (Asien: 21. Dezember 2012, PS3)
- Gran Turismo 6 (6. Dezember 2013, PS3)
- Gran Turismo Sport (18. Oktober 2017, PS4)
- Gran Turismo 7 (4. März 2022, PS4 & PS5)

## GT Academy
Die GT Academy ist ein Casting- und Förderprogramm von Nissan und Sony PlayStation zur alternativen Nachwuchsgewinnung von talentierten Fahrern über den E-Sport. Die GT Academy ermöglicht Gran-Turismo-Spielern einen Übergang von virtuellen Rennsimulationen in den realen Motorsport in einem Nissan-Motorsportteam.
Die GT Academy ist eine Kombination aus E-Sport-Turnieren und Rennfahrerschule und wurde Juni 2008 in Zusammenarbeit zwischen Nissan Europe, Sony Computer Entertainment Europe und Polyphony Digital gestartet.
Das Programm besteht aus vier verschiedenen Phasen. Phase eins wird nur virtuell auf PlayStations absolviert, die Teilnehmer treten als Spieler in der Rennsimulation Gran Turismo gegeneinander an. Phase zwei wird dann durch Praxis-Übungen ergänzt. Im Race Camp steht die Ausbildung im Vordergrund. Phase vier besteht aus dem Fahrer-Entwicklungsprogramm, mit Qualifizierung zur Fahrerlizenz und Einstieg in den realen Motorsport.
Bis 2014 haben mehr als 5 Millionen Teilnehmer über ihre PlayStation an der GT Academy teilgenommen, und 16 Teilnehmer eine Motorsportkarriere gestartet.